# 伊万·霍赫洛夫
伊万·谢尔盖耶维奇·霍赫洛夫（俄语：Иван Сергеевич Хохлов，1895年5月28日（儒略历5月15日）—1973年2月11日），苏联党和国家领导人。曾任莫斯科州州长、俄罗斯苏维埃联邦社会主义共和国人民委员会主席等职务，中将军衔。

## 生平
- 1895年5月15日（格里历：5页28日）出生于沙俄莫斯科省布朗尼茨基区古比诺村。
- 1906年-1918年，纺织工人。
- 1918年-1919年，苏俄红军服役。1918年加入俄共（布）。
- 1919年-1920年，莫斯科省阿什特科夫区苏维埃执行委员会委员。
- 1920年-1923年，苏俄工农监察委员会工作。
- 1923年-1929年，莫斯科省布朗尼茨基区博戈罗德斯基区苏维埃执行委员会委员。
- 1929年-1931年，列宁格勒金融学院学习。
- 1931年-1934年，莫斯科州财政局工作。
- 1934年-1937年8月，莫斯科州拉缅斯科耶区政府主席。
- 1937年8月-1938年9月，莫斯科州州长。
- 1938年9月-1940年7月，苏俄消费者合作社协会中央联盟主席团主席。
- 1940年6月-1943年6月，俄罗斯苏维埃联邦社会主义共和国人民委员会主席。
- 1941年10月-1944年，西线军事委员会成员，军需处中将军衔。
- 1944年-1945年，白俄罗斯第三方面军军事委员会成员。
- 1945年-1955年，苏联消费者合作社中央联盟主席。
- 1955年起，苏联贸易部国家贸易监察总局局长，兼任俄罗斯苏维埃联邦社会主义共和国贸易部国家贸易监察总局局长。
- 1973年2月11日于莫斯科逝世，享年77岁。葬于新圣女公墓。

霍赫洛夫是联共（布）18大，苏共19大代表，第18-19届中央候补委员；第1-4届苏联最高苏维埃民族院代表；第1届俄罗斯苏维埃联邦社会主义共和国最高苏维埃代表。

## 荣誉
- 红旗勋章
- 一级库图佐夫勋章
- 一级波格丹·赫梅利尼茨基勋章
- 红星勋章
- 1941-1945年伟大卫国战争战胜德国奖章
- 1941-1945年伟大卫国战争中忘我劳动奖章
- 保卫莫斯科奖章
- 攻克柯尼斯堡奖章